# Pardosa maculata
Pardosa maculata är en spindelart som beskrevs av Franganillo 1931. Pardosa maculata ingår i släktet Pardosa och familjen vargspindlar.
Artens utbredningsområde är Kuba. Inga underarter finns listade i Catalogue of Life.